# Хуліан Орта
Хуліан Стівен Орта Асеведо (ісп. Julián Stiven Horta Acevedo; нар. 19 серпня 1999, Пуерто Камелія, департамент Какета) — колумбійський борець греко-римського стилю, чемпіон та бронзовий призер Панамериканських чемпіонатів, срібний призер Панамериканських ігор, бронзовий призер Боліваріанських ігор, бронзовий призер Центральноамериканських і Карибських ігор, учасник Олімпійських ігор.

## Життєпис
Виступає переважно у греко-римській боротьбі. Багаторазовий призер Панамериканських чемпіонатів у молодших вікових групах. Двічі ставав призером цих змагань у вільній боротьбі. Срібний призер Південноамериканських пляжних ігор у пляжній боротьбі.

## Спортивні результати на міжнародних змаганнях

### Виступи на Олімпіадах
| Змагання                    | Збірна   | Вагова категорія                 | Місце |
| --------------------------- | -------- | -------------------------------- | ----- |
| Літні Олімпійські ігри 2020 | Колумбія | греко-римська боротьба, до 67 кг | 17    |

### Виступи на Чемпіонатах світу
| Змагання                        | Збірна   | Вагова категорія                 | Місце |
| ------------------------------- | -------- | -------------------------------- | ----- |
| Чемпіонат світу з боротьби 2022 | Колумбія | греко-римська боротьба, до 67 кг | 24    |
| Чемпіонат світу з боротьби 2023 | Колумбія | греко-римська боротьба, до 67 кг | 15    |

### Виступи на Панамериканських чемпіонатах
| Змагання                                   | Збірна   | Вагова категорія                 | Місце  |
| ------------------------------------------ | -------- | -------------------------------- | ------ |
| Панамериканський чемпіонат з боротьби 2018 | Колумбія | греко-римська боротьба, до 67 кг | 10     |
| Панамериканський чемпіонат з боротьби 2020 | Колумбія | греко-римська боротьба, до 67 кг | 5      |
| Панамериканський чемпіонат з боротьби 2022 | Колумбія | греко-римська боротьба, до 67 кг | Золото |
| Панамериканський чемпіонат з боротьби 2023 | Колумбія | греко-римська боротьба, до 67 кг | Бронза |

### Виступи на Панамериканських іграх
| Змагання                  | Збірна   | Вагова категорія                 | Місце  |
| ------------------------- | -------- | -------------------------------- | ------ |
| Панамериканські ігри 2023 | Колумбія | греко-римська боротьба, до 67 кг | Срібло |

### Виступи на Південноамериканських іграх
| Змагання                       | Збірна   | Вагова категорія                 | Місце |
| ------------------------------ | -------- | -------------------------------- | ----- |
| Південноамериканські ігри 2018 | Колумбія | греко-римська боротьба, до 67 кг | 4     |

### Виступи на Боліваріанських іграх
| Змагання                 | Збірна   | Вагова категорія                 | Місце  |
| ------------------------ | -------- | -------------------------------- | ------ |
| Боліваріанські ігри 2022 | Колумбія | греко-римська боротьба, до 67 кг | Бронза |

### Виступи на Центральноамериканських і Карибських іграх
| Змагання                                     | Збірна   | Вагова категорія                 | Місце  |
| -------------------------------------------- | -------- | -------------------------------- | ------ |
| Центральноамериканські і Карибські ігри 2023 | Колумбія | греко-римська боротьба, до 67 кг | Бронза |

### Виступи на інших змаганнях
| Змагання                                                     | Збірна   | Вагова категорія                 | Місце  |
| ------------------------------------------------------------ | -------- | -------------------------------- | ------ |
| Олімпійський кваліфікаційний турнір з боротьби 2020 (Оттава) | Колумбія | греко-римська боротьба, до 67 кг | Золото |
| Південноамериканські пляжні ігри 2023                        | Колумбія | пляжна боротьба, до M70 кг       | Срібло |

### Виступи на змаганнях молодших вікових груп
| Змагання                                                 | Збірна   | Вагова категорія                 | Місце  |
| -------------------------------------------------------- | -------- | -------------------------------- | ------ |
| Панамериканський чемпіонат з боротьби серед кадетів 2016 | Колумбія | вільна боротьба, до 63 кг        | Срібло |
| Панамериканський чемпіонат з боротьби серед кадетів 2016 | Колумбія | греко-римська боротьба, до 58 кг | 8      |
| Панамериканський чемпіонат з боротьби серед юніорів 2017 | Колумбія | вільна боротьба, до 60 кг        | Бронза |
| Панамериканський чемпіонат з боротьби серед юніорів 2017 | Колумбія | греко-римська боротьба, до 60 кг | Бронза |
| Панамериканський чемпіонат з боротьби серед юніорів 2018 | Колумбія | греко-римська боротьба, до 67 кг | Срібло |
| Панамериканський чемпіонат з боротьби серед юніорів 2019 | Колумбія | греко-римська боротьба, до 67 кг | Бронза |
| Чемпіонат світу з боротьби серед молоді 2021             | Колумбія | греко-римська боротьба, до 67 кг | 19     |
| Чемпіонат світу з боротьби серед молоді 2022             | Колумбія | греко-римська боротьба, до 67 кг | 5      |